# Mošeja al-Azhar
Mošeja Al-Azhar (arabsko الجامع الأزهر, translit. el-Gām3` el-Azhar (egipčansko), "najbolj veličastna kongregacijska mošeja"), ali preprosto Al-Azhar (egipčanska arabščina الازهر) je mošeja v islamskem Kairu. Al-Mu'izz li-Din Allah iz dinastije Fatimidov je naročil gradnjo za novo ustanovljeno glavno mesto leta 970. Njeno ime običajno se nanaša na Fatimah, hčer islamskega preroka Mohameda, spoštovan lik v islamu, ki je dobila naslov az-Zahrā('sijajna'). Bila je prva mošeja s sedežem v Kairu, mestu, ki je od takrat dobilo vzdevek »Mesto tisočih minaretov«.
Po dokončanju leta 972 in po najemu 35-ih učiteljev leta 989, se je mošeja počasi razvila v današnjo drugo najstarejšo neprekinjeno delujočo univerzo na svetu po Al-Karaouine v Fesu. Univerza Al-Azhar se že dolgo obravnava kot najpomembnejša institucija v islamskem svetu za preučevanje sunitske teologije in  islamske zakonodaje. Univerza, integrirana v mošejo, je bila nacionalizirana in uradno imenovana kot samostojna univerza leta 1961 po egiptovski revoluciji leta 1952.
Kasnejši vladarji Egipta so kazali različno stopnjo spoštovanja do mošeje in zagotovili zelo različne stopnje finančne pomoči, tako za šolo, kot za vzdrževanje mošeje. 
Danes je al-Azhar še vedno močno vplivna institucija v egiptovski družbi, in je zelo cenjena v sunitskem muslimanskem svetu in simbol islamskega Egipta.

## Ime
Mesto Kairo je ustanovil fatimidski general Gawhar al-Çiqillī, nekdanji grški suženj s Sicilije, v imenu njegovega takratnega kapitana kalifa al-Mu'izza. Prvotno je bil imenovan al-Mansuriyya (المنصورية) po predhodnem sedežu kalifata Fatimidov, al-Mansuriya v sodobni Tuniziji. Mošeja, prvič uporabljena leta 972, se je morda najprej imenovala Jāmi 'al-Mansuriyya (جامع المنصورية, "Mansuriyyeva mošeja"), kot je bila običajna praksa v tistem času. Al-Mu'izz je preimenoval mesto v al-Qāhira (القاهرة, "Kairo", kar pomeni, "zmagovalec"). Ime mošeje je tako postalo Jāmi 'al-Qāhira (جامع القاهرة, "mošeja v Kairu"), prva zapisana v arabskih virih.
Mošeja je dobila svoje sedanje ime, al-Azhar, nekoč med kalifatom al-Mu'izza in koncem vladavine drugega fatimidskega kalifa v Egiptu, al-Aziz Billah. Azhar je moška oblika za zahrā, kar pomeni "čudovita" ali "najbolj sijajna". Zahrā je epitet, ki se nanaša na Mohamedovo hčerko Fatimah, ženo kalifa Alī ibn Abī Ṭāliba. Ena teorija pravi, da je njena epiteta vir imena Al-Azhar. Teorija pa ni potrjena v nobenem arabskem viru, verodostojnost pa so podpirali in zanikali kasnejši zahodni vir.
Alternativna teorija je, da ime mošeje izhaja iz imen, ki so jih imeli fatimidski kalifi v palači. Tisti, ki so bili blizu mošeje so se imenovali al-Qusur al-Zahira (قريب الزاهرة, "sijajna palače") po al-Aziz Billah, kraljevi vrtovi pa so bili poimenovani po drugem izvodu besede zahra. Palače so bile dokončane in imenovane pred mošejo, ki je spremenila ime iz Jāmi 'al-Qāhira v al-Azhar.
Beseda Jāmi izhaja iz arabske korenske besede jama'a (g-m-'), kar pomeni 'zbrati'. Beseda se uporablja za velike skupne mošeje. Medtem ko je v klasični arabščini ime za al-Azharja ostalo Jāmi 'al-Azhar.

## Zgodovina
Gradnja mošeje v novem mestu se je začela 4. aprila 970 pod Fatimidi. Mošeja je bila končana leta 972 in prva petkova molitev je bila v njej 22. junija 972 med Ramadanom.
Z imenovanjem 35 učencev v letu 989 se je mošeja počasi razvila v tisto, kar je danes druga največja neprekinjeno delujoča Univerza Al-Qarawiyīn na svetu. Univerza Al-Azhar je že dolgo priznana kot vodilna ustanova v islamskem svetu za študij sunitske teologije in šeriatskega islamskega prava. Univerza, vključena v mošejo od njenega začetka, je bila nacionalizirana leta 1961 in je po egiptovski revoluciji leta 1952 uradno imenovana za samostojno univerzo.
V svoji več kot tisočletni zgodovini je bila izmenično zanemarjena in spoštovana. Mošeja je bila prvič razširjena med vladanjem fatimidskega kalifa al Aziza (975-996). Tudi naslednji kalifi so dograjevali in preurejali stavbo. Leta 1005 je eden od kalifov obdaril al-Azhar s tisoči rokopisi, ki so bili podlaga za njeno zbirko.  Veliko rokopisov je bilo razpršenih po padcu Fatimidov na oblasti.
Prvotno ustanovljena kot ustanova Ismailcev, jo je prevzel Saladin leta 1171 in pod njegovo Ajubidsko dinastijo je bila mošeja zanemarjena; ukinili so njen status splošne mošeje in zavrnili štipendije za študente in učitelje v šoli. Dinastija Ajubidov je spodbujala poučevanje sunitske teologije v subvencioniranih medresah (šolah), zgrajenih po celotnem Kairu. Saladin je tudi ukazal odstranitev srebra iz mihraba, na katerem so bila vpisana imena fatimidskih kalifov. Kljub zanemarjanju pa je Saladin postavil enega od minaretov. V tem času je bila končana mnogo večja al-Hakimova mošeja in tam so v nadaljevanju potekale cerkvene molitve v Kairu. Al-Azhar je kljub vsemu ostal sedež arabske filologije in kraja učenja v tem obdobju, v mošeji so še vedno ponujali zasebne lekcije. Al-Azhar je sčasoma sprejel Saladinove izobraževalne reforme.
Stanje se je v času Mameluškega sultanata spremenilo in izboljšalo, pod čigarnjihovo vladavino so se zgodile številne razširitve in obnove objekta. Potres v letu 1302 je povzročil poškodbe al-Azharja in številnih drugih mošej po celotnem mameluškem ozemlju. Odgovornost za obnovo je bila razdeljena med emirje (kneze) sultanata in vodjo vojske Amir Salarja, ki je bil zadolžen za popravilo škode. Sedem let kasneje je bila na severozahodnem zidu mošeje zgrajena posebna šola medresa al-Aqbaghawiyya. Gradnja druge šole, medrese al-Taybarsiyya se je začela leta 1332-1333. Ta stavba, ki je bila dokončana v letih 1339-1340 in je vplivala tudi na strukturo mošeje. Obe medresi sta bili zgrajeni kot dopolnilni stavbi k al-Azhar, z ločenimi vhodi in molilnicami. Izboljšave in dodatke sta naredila sultana Qaytbay in Qansuh al-Ghuri, od katerih je vsak nadziral številna popravila in postavil minarete.
Čeprav je bila šola mošeje vodilna univerza v islamskem svetu in je ponovno dobila kraljevo pokroviteljstvo, ni presegla medres kot priljubljenega kraja izobraževanja med elito v Kairu. Do 14. stoletja je Al-Azhar dosegla vrhunsko mesto kot center za študij prava, teologije in arabskega jezika, ki je postala pojem za študente po vsem islamskem svetu.
Tudi Turki, ki so zasedli ozemlje leta 1517, so pokazali veliko spoštovanje do mošeje in njene šole. Sultan Selim I., prvi osmanski vladar Egipta, se je udeležil molitev v Al-Azhari, vendar ni podaril ničesar za vzdrževanje mošeje.
Kasnejši vladarji Egipta so kazali različno stopnjo spoštovanja do mošeje, od katerih je vsak zagotavljal različno finančno podporo za vzdrževanje šole in mošeje.
Francoski vojaki so na primer namerno oskrunili mošejo, hodili po njej s svojimi čevlji in kazali puške. Svoje konje so vezali na mihrab in pretepali študente in uničevali prostore in knjižnice, ter metali kopije Korana na tla. Marca 1800 je francoski generala Jeana Baptista Kléberja umoril Sulejman al-Halabi, študent na al-Azharju. Po atentatu je Napoleon odredil zaprtje mošeje; vrata so ostala privijačena, dokler ni avgusta 1801 prišla osmanska in britanska pomoč avgusta 1801.
Po umiku Francije je Muhammad Ali Paša spodbujal vzpostavitev sekularnega učenja, v učni načrt pa so bili sprejeti predmeti zgodovina, matematika in sodobna znanost. Do leta 1872 je bila pod vodstvom Jamāl al-Dīn al-Afghānīja dodana študijskemu programu tudi evropska filozofija.
Pod dinastijo Muhammada Alija so začeli mošejo in šolo obnavljati in preurejati tako notranjost kot zunanjost. Pod britansko okupacijo so leta 1872 uvedli vrsto reform, katerih namen je bil zagotoviti strukturo praks na področju zaposlovanja univerze in standardizirati preizkuse, ki jih opravijo učenci. Rokopisne naloge mošeje so bile zbrane v centralizirani knjižnici, izboljšane so bile sanitarije za učence in vzpostavljen reden sistem izpitov. Šola je pritegnila študente iz vsega sveta, vključno s študenti iz jugovzhodne Azije.
Po egiptovski revoluciji leta 1952 v kateri je bila ukinjena monarhija, se je univerza začela ločevati od mošeje. Številne stavbe, ki so obkrožale mošejo, so bile porušene, da bi do leta 1955 zagotovile prostor za sodoben kampus.
Glede na svojo zgodovino, mošeja Al-Azhar ostaja zelo vplivna institucija v egipčanski družbi in simbol islamskega Egipta.
Od 6. januarja 2014 mošeja al-Azhar ni več predmet ministrstva za verska vprašanja, temveč kot univerza Al-Azhar.

## Arhitektura
Arhitektura Al-Azharja je tesno povezana z zgodovino Kaira. Materiali, vzeti iz več obdobij egipčanske zgodovine, od starih Egipčanov, preko grške in rimske vladavine do koptske krščanske dobe, so bili uporabljeni v zgodnji strukturi mošeje, ki je pritegnila ostale strukture Fatimidov. Kasnejši dodatki različnih vladarjev v Egiptu prav tako kažejo vplive tako v notranjosti kot zunaj nje. Deli mošeja kažejo, da se mnogi od teh vplivov mešajo, medtem ko drugi kažejo en sam navdih, kot so kupole iz osmanskega obdobja in minareti, ki so jih zgradili Mameluki.
Sprva zgrajena kot molilna dvorana s petimi ladjami in skromnim osrednjim dvoriščem, je bila mošeja večkrat razširjena z dodatnimi objekti, ki so popolnoma obdali prvotno zgradbo. Mnogi egiptovski vladarji so oblikovali umetnost in arhitekturo al-Azharja, od minaretov, ki so jih dodali Mameluki in vrat, dodanih med osmansko vladavino, do novejše obnove, kot je namestitev novega mihraba. Nobeden od prvotnih minaretov ali kupol ni ohranjen, nekateri sedanji minareti so bili večkrat obnovljeni.
Prvotna struktura je bila dolga 280 metrov in široka 69 metrov in je imela tri arkade okoli dvorišča. Na jugovzhodu dvorišča je bila izvirna molilna dvorana zgrajena kot hipostilna dvorana s petimi ladjami. Ker je merila 79 krat 23 m, je bila stena kible rahlo izven pravilnega kota. Marmorni stebri, ki so podpirali štiri arkade, ki so sestavljale molitveno dvorano, so ponovno uporabili ob različnih časih v egiptovski zgodovini, od faraonovih časov do rimske vladavine in koptske prevlade. Različne višine stebrov so uravnali z uporabo temeljev različnih debelin. Štukatura zunanjosti kaže vplive Abasidov, Koptov in bizantinske arhitekture.
Na koncu so bile zgrajene skupaj tri kupole, skupna značilnost zgodnjih severnoafriških mošej, čeprav nobena od njih ni preživela obnovitev Al-Azharja.
Prvotni mihrab, ki je bil odkrit leta 1933, ima polkupole nad marmornimi stebri na obeh straneh. Dekoracija iz štukature je bila pomembna značilnost mošeje, mihrab in stene pa so okrašeni z napisi iz Korana.
Marmorno tlakovano osrednje dvorišče je bilo dodano med letoma 1009 in 1010. Arkade, ki obdajajo dvorišče, imajo kobilaste loke s štukaturnimi napisi. Loki so bili zgrajeni v času vladavine Al-Hafiza li-Din Allaha. Štukaturni okraski iz tega obdobja so bili obnovljeni leta 1891. Jugovzhodna arkadna dvorana vsebuje glavni vhod v molitveno dvorano.
Medresa al-Taybarsiyya, ki vsebuje grob Amira Taybarja, je bila zgrajena leta 1309. Edini preostali del izvirnika je stena kible in njen barvni mihrab. Medreso je popolnoma obnovil Abd al-Rahman Katkhuda. Niša mihraba je široka 1,13 metra in globoka 76 centimetrov. Na vsaki strani niše je visok porfirni steber visok 2,78 m. Nad stebri so impozantni bloki, okrašeni z barvnimi geometrijskimi vzorci. Polkupola na vrhu mihraba je postavljena v zunanji lok. Okoli tega loka je pravokotni zunanji okvir. To je prvi mihrab v Egiptu, ki ima to vrsto okvirja.
Qaytbayev minaret je bil zgrajen leta 1483, ima kvadratno podnožje, prehodni segment na osmerokotnem jašku, nato pa 10-stransko poligonalni jašek, ki mu sledi cilindričen, sestavljen iz 8 opečnih stebrov, pri čemer sta vsaka dva med seboj povezana z opeko. Qaytbayev minaret ima tudi tri balkone, ki jih podpirajo muqarnas, oblika oboka z nekakšnimi stalaktit, ki zagotavljajo gladek prehod iz ravne površine v ukrivljeno (prvič uporabljeno v Egiptu leta 1085). Prvi jašek je osmerokoten, okrašen z obročastimi ploskvami na vsaki strani, s skupino treh stebrov ločenih s ploščo. Nad to osjo je drug osmerokoten jašek, ki je ločena od prvega z balkonom in okrašen s pletenjem. Drugi balkon ločuje ta jašek s končnim cilindričnim jaškom, okrašenim s štirimi loki. Nad tem je tretji balkon, kronan s finim zaključkom.
Minaret naj bi bil zgrajen na območju zgodnejšega opečnega minareta Fatimidov, ki pa je bil večkrat ponovno zgrajen zaradi konstrukcijskih pomanjkljivosti. Qaytbayev minaret je bil zgrajen na tem mestu kot del rekonstrukcije vhoda v mošejo.
Neposredno čez dvorišče od vhoda iz Bab al-Muzayinīn je Bab al-Gindi (Qaytbayeva vrata). Zgrajena leta 1495, ta vrata vodijo do dvorišča molitvene dvorane.
V času osmanske vladavine v Egiptu je bilo več dopolnitev in rekonstrukcij, od katerih so bile mnoge končane pod vodstvom Abd al-Rahmana Katkhude, ki je skoraj podvojil velikost mošeje.

### Trenutna postavitev in struktura
Sedanji glavni vhod v mošejo je Bab al-Muzayinīn, ki se odpira na belo marmornato tlakovano dvorišče na nasprotni strani glavne molilne dvorane. Na severovzhodno od Bab al-Muzayinīn, je dvorišče obdano s fasado medresa al-Aqbaghawiyya; jugozahodni konec dvorišča vodi v medreso al-Taybarsiyya. Neposredno čez dvorišče od vhoda Bab al-Muzayinīn je Bab al-Gindi (Qaytbayeva vrata), zgrajena leta 1495, nad katerimi stoji Qaytbayev minaret. Skozi ta vrata se pride na dvorišče molilne dvorane.
Mihrab je bil nedavno spremenjen z gladkim marmorjem z zlatimi vzorci.